# 미우라촌 (히로시마현)
미우라촌(三浦村)은 히로시마현 미쓰기군에 설치되었던 촌이다. 현재의 오노미치시에 해당한다.